# Нижнечерекулево
Нижнечереку́лево (баш. Түбәнге Сереккүл) — село в Илишевском районе Республики Башкортостан Российской Федерации. Административный центр Черекулевского сельсовета.

## География

### Географическое положение
Расстояние до:
- районного центра (Верхнеяркеево): 9 км,
- ближайшей ж/д станции (Буздяк): 116 км.

## История
Село под названием Череккулово было основано башкирами Еланской волости Казанской дороги на собственных вотчинных землях. С возникновением во второй половине XVIII века деревни Верхнечерекулево, носит современное название.

## Население
| 2002 | 2009 | 2010 |
| ---- | ---- | ---- |
| 558  | ↗577 | ↘573 |

Национальный состав
Согласно переписи 2002 года, преобладающая национальность — башкиры (96 %).

## Религия
В селе есть мечеть.